# Srebrny Liść Laurowy
Srebrny Liść Laurowy (niem. Silbernes Lorbeerblatt) – najwyższe sportowe odznaczenie państwowe RFN nadawane przez prezydenta Niemiec, ustanowione 23 czerwca 1950 i przyznawane za wybitne osiągnięcia sportowe na poziomie międzynarodowym (ale nie za jednorazowe wyniki, z wyjątkiem medalistów olimpiad i paraolimpiad).
Corocznie odznaczanych jest około stu osób, dodatkowo ta liczba zwiększa się w latach z powodu odznaczania nowych medalistów olimpijskich i paraolimpijskich.
Złamanie przepisów antydopingowych uniemożliwia otrzymanie odznaczenia przez dwa lata od ukończenia kary.

## Odznaczeni

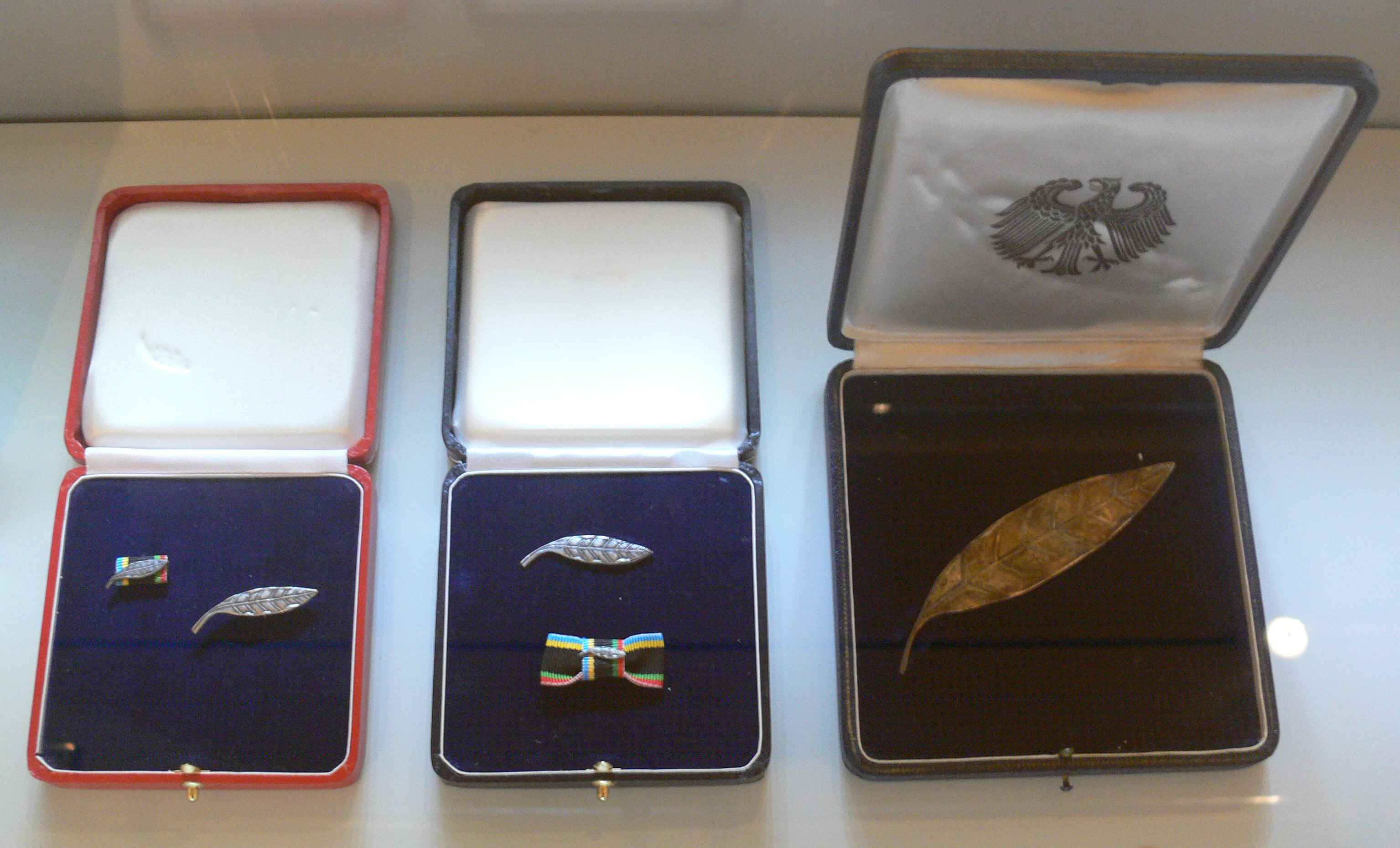
Komplet insygniów: wersja męska i żeńska z miniaturami oraz duży liść dla zespołów.